# Ér (folyó)
Ér kiejtéseⓘ (románul Ier) folyó Romániában és kis részben Magyarországon, a Berettyó jobb oldali mellékvize.

## Földrajza
Az Ér a Berettyó legjelentősebb mellékpatakja. Magyarországi szakasza 8,5 km hosszú.
Az Érmelléki-hegyekben ered Szilágy megyében. A folyó völgye a Partium északnyugati részén, a Szilágyságban található. Keleten az Érmelléki-dombvidék határolja és képez átmenetet a Réz-hegység nyúlványai felé, míg nyugati határát a Nyírség homokbuckái és a Nagy-Sárrét alkotják. Vízgyűjtője 15–50 km széles. Szövevényes hálózata a 19. században még inkább egy hatalmas mocsárra hasonlított, de vízrendszerének szabályozása során a folyót sok helyen mesterséges mederbe terelték, ahol csak kevés víz folyik, s emiatt a mocsár kiszáradt.
A forrásától Ákosig északkeleti irányban fut. Itt megközelíti a Krasznát. Ákostól Krasznaszentmiklósig északnyugat felé halad, majd délnyugati irányba fordul, és ezt tartja végig. Szalacsnál éri el Bihar megyét, végül a Berettyót Magyarországon Pocsajnál.
Az Ér völgye még a Berettyónál is mélyebben fekszik, a folyó esése Szalacstól Pocsajig km-ként 16 cm.

## Települések a folyó mentén
(Zárójelben a román név szerepel.)
| - Szekerestanya (Sechereșa) - Alsószopor (Supuru de Jos) - Érszakácsi (Săcășeni) - Újnémet (Unimăt) - Ákos (Acâș) - Krasznamihályfalva (Mihăieni) - Érkisfalu (Satu Mic) - Érszentkirály (Eriu-Sâncrai) - Érmindszent (Ady Endre) - Esztró (Istrău) - Érgirolt (Ghirolt) - Krasznaszentmiklós (Sânmiclăuș) - Gencs (Ghenci) - Újtanya (Rădulești) - Mezőterem (Tiream) - Érkávás (Căuaș) - Érhatvan (Hotoan) - Vezend (Vezendiu) - Portelek (Portița) - Iriny (Irina) - Érszodoró (Sudurău) | - Érdengeleg (Dindești) - Érkőrös (Chereușa) - Újpér (Piru Nou) - Szilágypér (Pir) - Érendréd (Andrid) - Szalacs (Sălacea) - Gálospetri (Galoșpetreu) - Ottomány (Otomani) - Értarcsa (Tarcea) - Éradony (Adoni) - Érkeserű (Cheșereu) - Asszonyvására (Târgușor) - Kiskereki (Cherechiu) - Székelyhíd (Săcueni) - Csokaly (Ciocaia) - Kágya (Cadea) - Bihardiószeg (Diosig) - Jankafalva (Ianca) - Cserekert - Pocsaj |

## Lásd még
- Érmellék